# ユーリィ・イーリン
ユーリィ・イヴァノビッチ・イーリン（Юрій Іванович Іл’їн, 1962年8月21日 - ）は、ウクライナの軍人。ウクライナ海軍総司令官（командувач Військово-Морських Сил Збройних Сил України）やウクライナ軍参謀総長（Начальник Генерального штабу ЗС України）などを務めた。

## 経歴
1962年、白ロシア・ソビエト社会主義共和国ホメリ州ロガチョフに生を受ける。
1979年、ミンスク・スボーロフ軍学校を卒業すると共にM・V・フルンゼ記念オデッサ高等砲兵士官学校に進む。1983年から1991年にかけて、黒海艦隊に所属するいくつかの海軍歩兵砲兵旅団にて小隊長や中隊長を務めた。1991年から1998年まで海軍総司令部勤務。1998年8月から2003年12月まで海軍歩兵独立旅団長。2003年12月から2005年6月まで副司令官（заступника начальника）を兼ねる司令部付防衛作戦部長（начальника управління оборонного планування штабу）を務める。2005年6月から2008年8月までアメリカ合衆国との国際協力任務における将校団代表を務めた。
2008年8月以降、海軍総司令部に戻り主席参謀副長（першого заступника начальника штабу ）や副司令官を兼ねる海軍参謀長（начальника штабу）などを務めた。2010年、ウクライナ国防大学校卒業。2012年7月27日、国軍最高司令官たるヴィクトル・ヤヌコーヴィチ大統領により海軍総司令官に指名される。2013年8月24日、大将に昇進。
2014年ウクライナ騒乱最中の2014年2月19日、解任されたウォロディミル・ザマナ将軍の後任として参謀総長に指名される。しかし2月22日にはヤヌコーヴィチ大統領がキエフを脱出し、イーリンは「私が将校としてウクライナ人民に誠実である為には、何らかの犯罪的な命令は一切下されないという事を保証するほかにない」という声明を発表して、軍の不介入の姿勢を示した。
2月27日、イーリンが心臓発作で倒れて入院した旨が発表される。2月28日、オレクサンドル・トゥルチノフ大統領代行はイーリンを参謀総長職から解任した。
妻帯者で娘が1人いる。